# Macrophya montana
Macrophya montana är en stekelart som först beskrevs av Giovanni Antonio Scopoli 1763.  Macrophya montana ingår i släktet Macrophya, och familjen bladsteklar. Arten är reproducerande i Sverige.

## Bildgalleri

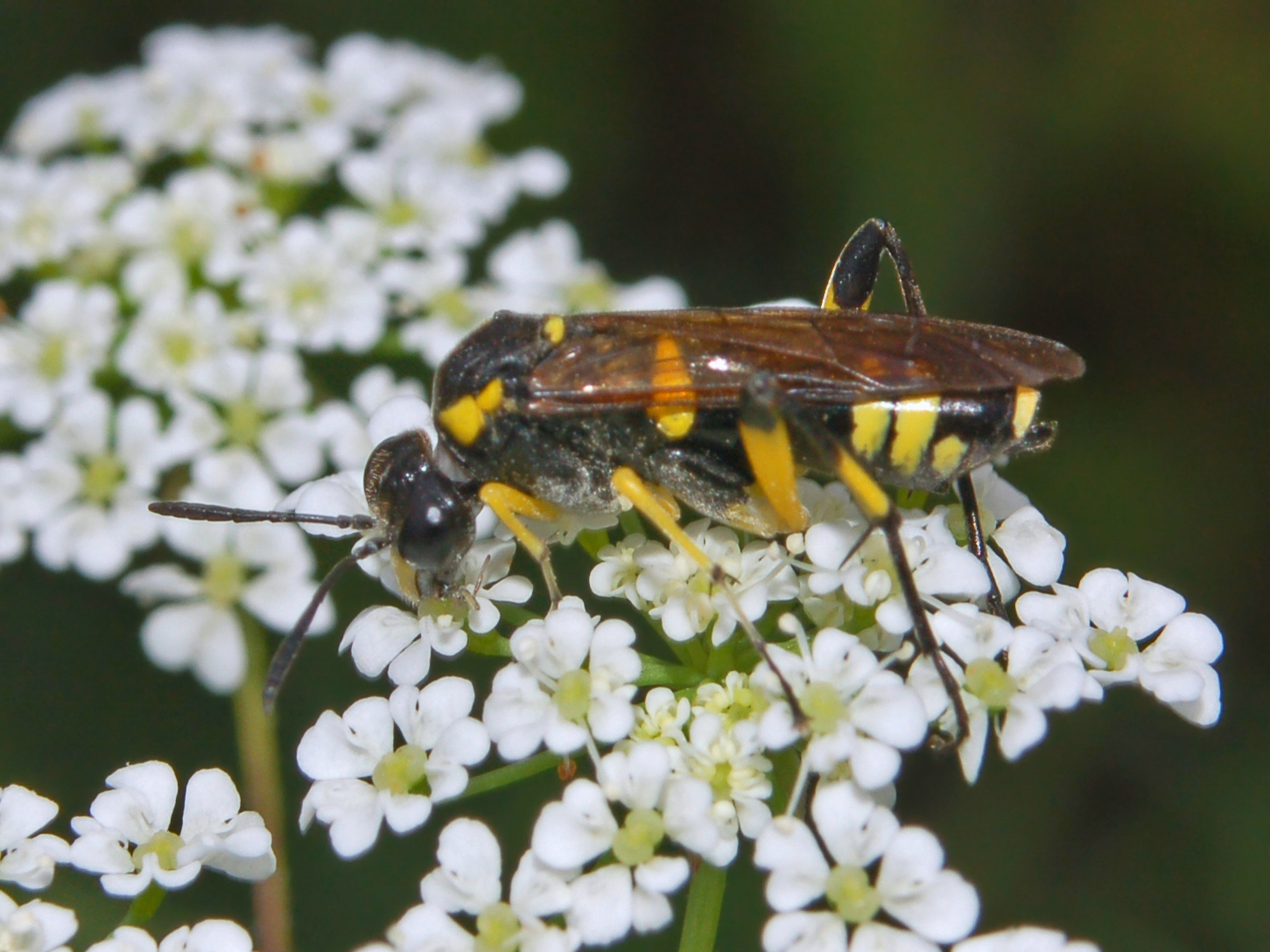